# شهنی
شهنی یا طایفه شهنی، یکی از طوایف ایل بختیاری، در ایران می‌باشد. ایل بختیاری از دو شاخه هفت لنگ و چهارلنگ تشکیل می‌شود، شاخه هفت‌لنگ به چهار باب بختیاروند، بابادی باب، دورکی و دینارانی تفکیک شده است، که طایفه شهنی از طوایف زیرمجموعه بابادی باب بشمار می‌آید. پیشینه این تقسیمات طایفه‌ای سازمان یافته، به قرن شانزدهم میلادی بازمی‌گردد، که امروزه به‌عنوان ساختار اجتماعی ایل بختیاری شناخته می‌شود. طایفه شهنی از ۱۲ تیره تشکیل شده است.
امروزه بیشترین درصد از افراد این طایفه، به ترتیب میزان جمعیت، در استان‌های خوزستان، چهارمحال و بختیاری و اصفهان مستقر می‌باشند و درصدی نیز، در استان البرز و شهر تهران زندگی می‌نمایند. همچنین تعدادی از افراد این طایفه، پس از وقوع انقلاب اسلامی، از ایران خارج شدند، ولی آمار دقیقی از تعداد و یا جمعیت آنها، در دست نیست.

## محل زندگی
طایفه شهنی نیز قبل از یکجانشین کردن عشایر، (تخته قاپو کردن عشایر، که در زمان رضاشاه به اجرا در آمد) مانند تمامی طایفه‌های ایل بختیاری، به ییلاق و قشلاق، می‌پرداختند...
قشلاق(گرمسیـر) این طایفه، در اطراف مسجدسلیمان، تل بزان، شلا (در منتهی‌الیه جنوبی شیمبار)، دشتگل، و قلعه خواجه، واقع در استان خوزستان بوده، 

و

ییلاق(سردسیـر) آن‌ها، در مناطق بیرگان، پرجفت و احمدلیوه در استان چهارمحال و بختیاری می‌باشد.  امروزه روستاهای تل بزان در استان خوزستان و بیرگان در استان چهارمحال و بختیاری، از املاک این طایفه به‌شمار می‌آیند.

## ساختار اجتماعی
ایل بختیاری، از دو شاخه هفت‌لنگ و چهارلنگ تشکیل شده‌است. شاخه هفت‌لنگ، به چهار باب، تقسیم شده، که شهنی از طوایف زیرمجموعه بابادی باب محسوب می‌شود. طایفه شهنی، خود، شامل ۱۲ تیره می‌باشد، که هر یک از این تیره‌ها، خود شامل زیر شاخه‌های فراوانی بنام اولاد بوده، که این اولادها نیز، تعداد زیادی خانوار را شامل می‌شوند.
تیره‌های طایفه شهنی، به ترتیب حروف الفبا عبارتند از:
۱. ارزانی وند
۲. باروند
۳. بلیل
۴. بهادروند
۵. تاج‌الدین‌وند
۶. چَرم
۷. خواجه
۸. شاهسوند
۹. شیخ
۱۰. شیخ‌وند
۱۱. قنبروند
۱۲. کاشانی
- سابقأ (تا حدود دویست سال پیش) طوایف نصیر و گمار، از ایل بختیاری نیز، دو تیره از شهنی محسوب می‌شدند و طایفه شهنی، مشتمل بر چهارده تیره بود. بعدها با افزایش جمعیت و رشد این دو تیره از طایفهٔ شهنی جدا گشته و هر کدام تبدیل به طایفه‌ای جداگانه شدند، که با نام‌های طایفه نصیر و طایفه گُمار، در بختیاری شناخته می‌شوند. از آن پس، تعداد تیره‌های این طایفه، به دوازده تقلیل یافت.

## مراحل شکل گیری
اجداد این قوم، به همراه دیگر قومیت‌های ایلی، در کنار سلسله جبال زاگرس، روزگار می‌گذراندند. این کنفدراسیون فامیلی، به همراه خانواده و دیگر اعضای فامیل، در دشت وسیعی بنام مزرعه سینی، در نزدیکی کوه شین از توابع خان‌میرزا، استان چهارمحال و بختیاری زندگی می‌کردند.
در آن زمان مرسوم بود، که نام یک قوم یا طایفه را، به نام "محلی که در آن، زندگی می‌کردند" و یا بنام "بزرگ خانواده"، نام‌گذاری می‌کردند. بنابراین، نام‌گذاری طایفه‌ای بنام شـینی و بعدها شـهنی، بر این مبنا می‌باشد. 
توضیح اینکه، در جلد دهم لغت‌نامه دهخدا، در مورد این طایفه نوشته است :
شـهنی، طایفه‌ای است، از هفت لنگ بختیاری...
...ولی اشاره‌ای به کلمه "شینی" نکرده‌است! بنابراین، نام صحیح این طایفه؛ شهنی می‌باشد. گفتنی است، که جـّد طایفه شهنی، فردی بنام: فردین می‌باشد، که نام برخی از تیره‌های این طایفه نیز، از نام فرزندان وی گرفته شده‌است.

## وجه تسمیه
شهنی در لغت، به معنی شهنه؛ که در گذشته به سربازان حکومت شاهنشاهی که درب کاخ پادشاه، بصورت گارد شاهنشاهی، نگهبانی می‌دادند و به تناسب کاری که داشتند، از شمشیر با تیغه کوتاه استفاده می‌کردند، گفته می‌شد... (زیرا تیغه بلند، سنگین و دست و پا گیر بوده‌است!)
شهنی، نامی است که مختص منطقه پارسوماش بوده، که محل تولد و زندگی پدر کورش کبیر و خانواده هخامنش است.
معنی دیگر آن، شاهانی یا شاهنشاهی است، که تخلیص شده آن، می‌شود : شهنی.

## مشاهیر
از مشاهیر طایفه شهنی، می‌توان به اشخاص زیر اشاره نمود:
- امیدعلی شهنی کرم‌زاده : ریاضی‌دان شاخص و چهره ماندگار سال ۱۳۸۲.
- بیژن عالی پور : مدیرعامل شرکت ملی مناطق نفت‌خیز جنوب (بزرگترین تولیدکننده نفت ایران).
- سعید حافظی بیرگانی : مدیرعامل شرکت نفت فلات قاره ایران (دومین تولیدکننده نفت ایران).
- سلبعلی کریمی : مدیرعامل شرکت نفت مناطق مرکزی ایران (بزرگترین تولیدکننده گاز و سومین تولیدکننده نفت ایران).
- بهزاد غلامپور : سنگربان اسبق تیم ملی فوتبال ایران.
- حبیب فرعباسی : سنگربان اسبق تیم فوتبال نفت مسجدسلیمان.
- بهمن حسین‌پور : رییس کنونی تشریفات رییس‌جمهور و سفیر پیشین ایران در ترکیه.
- محمد شینی : سیاست‌مدار و نماینده دوره دوم مجلس.
- آذر عالی پور : نویسنده، مترجم.
- فرزاد حافظی : سرمربی کنونی باشگاه فوتبال نفت مسجدسلیمان
- فرامرز شهنی : بازیگر و کارگردان سینما.
- اسماعیل ارزانی بیرگانی : فرماندار کنونی اهواز
- عیسی فرهادی : فرماندار کنونی تهران
- پروین عالی پور : خواننده و وکالیست
- حیدر علی پور: سرطان شناس و رییس آزمایشگاه های مناطق نفت خیز جنوب